# مؤسسه فیلم استرالیا
مؤسسه فیلم استرالیا (انگلیسی: Australian Film Institute) یک سازمان غیرانتفاعی است که در سال ۱۹۵۸ میلادی در استرالیا بنیان نهاده شد تا فرهنگ سینمایی این کشور را توسعه داده و رابطهٔ بین مردم و صنعت سینمای استرالیا را رونق ببخشد.
مؤسسه فیلم استرالیا، متولیِ برگزاری مهترین جایزهٔ سینمایی و تلویزیونی این کشور است که ار سال ۲۰۱۱ میلادی با عنوانِ «جایزه اکتا» شناخته می‌شود. (و قبلاً به آن «جایزهٔ اِی‌اف‌آی» می‌گفتند)
در اوت ۲۰۱۱ میلادی، اِی‌اف‌آی، یک سازمان فرعی به نام «آکادمی هنرهای سینمایی و تلویزیونی استرالیا» به زیرمجموعهٔ خود افزود.